# Prosthechea vespa
Prosthechea vespa är en orkidéart som först beskrevs av Vell., och fick sitt nu gällande namn av Wesley Ervin Higgins. Prosthechea vespa ingår i släktet Prosthechea och familjen orkidéer. Inga underarter finns listade i Catalogue of Life.

## Bildgalleri

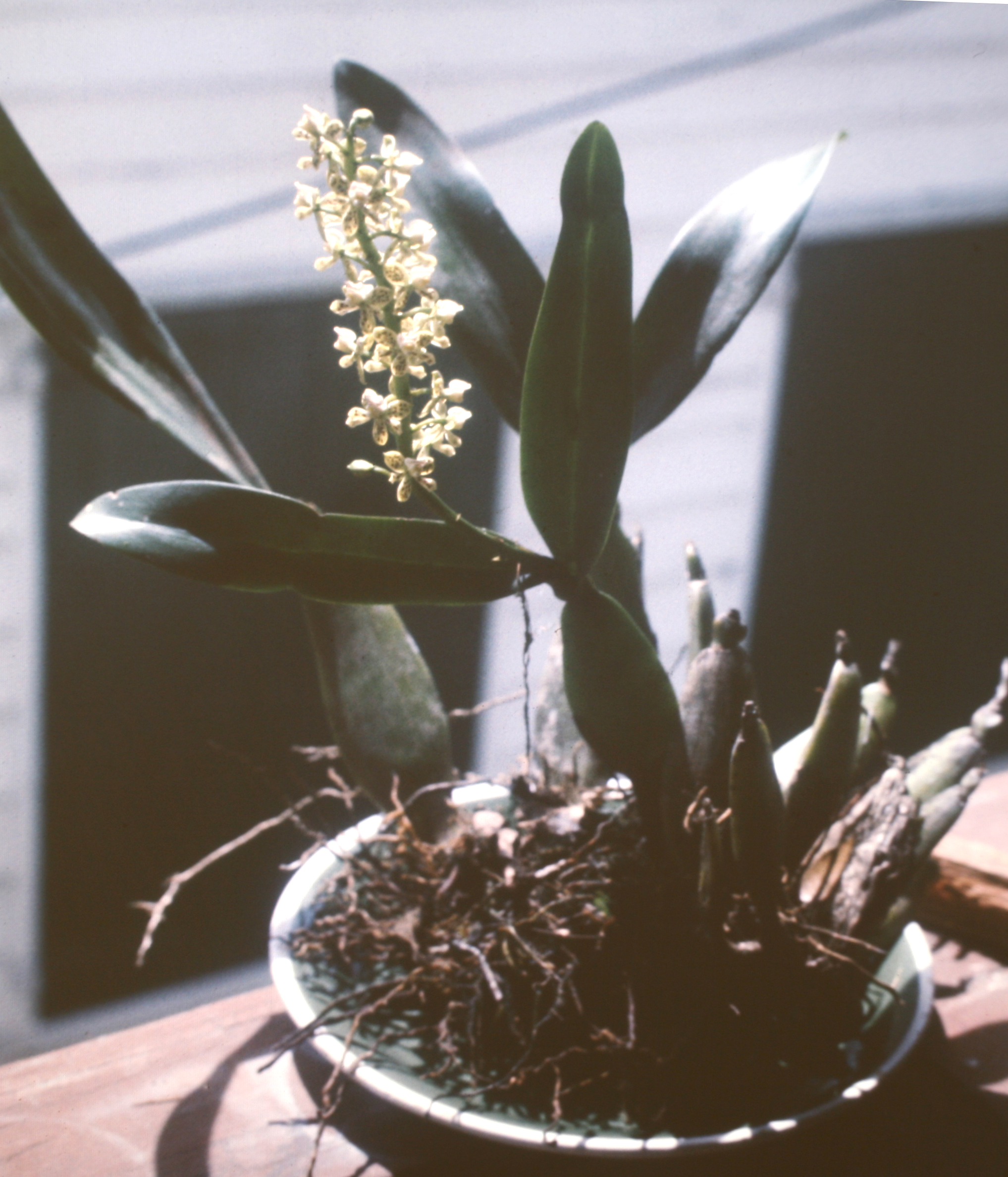
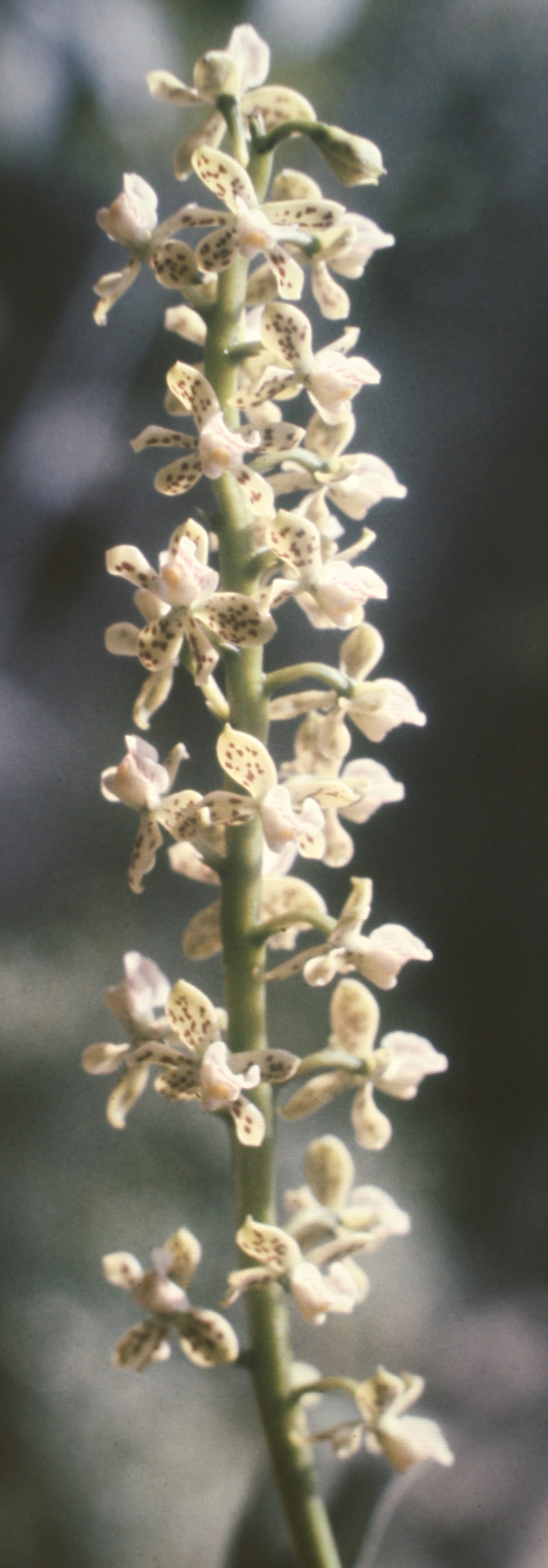
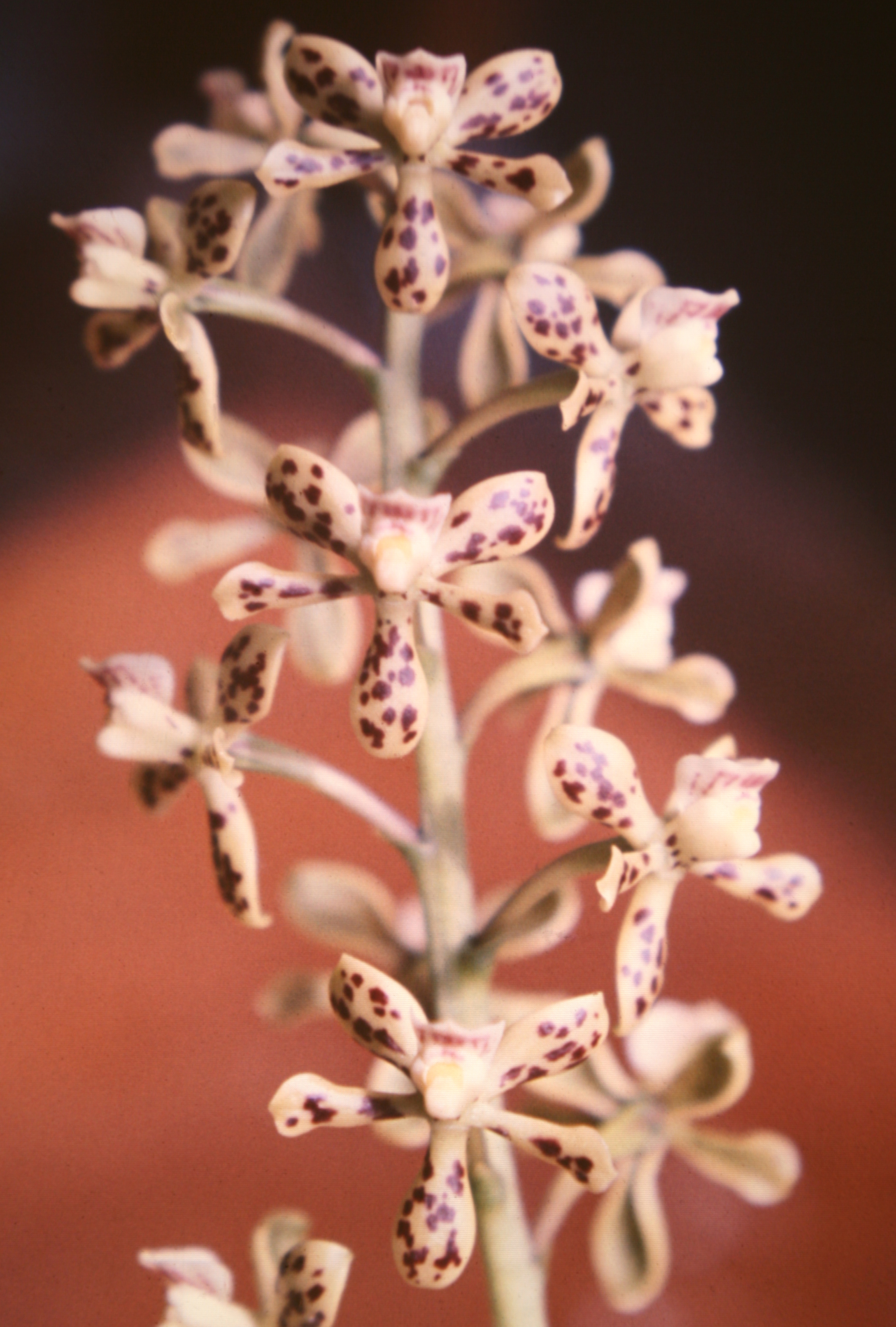
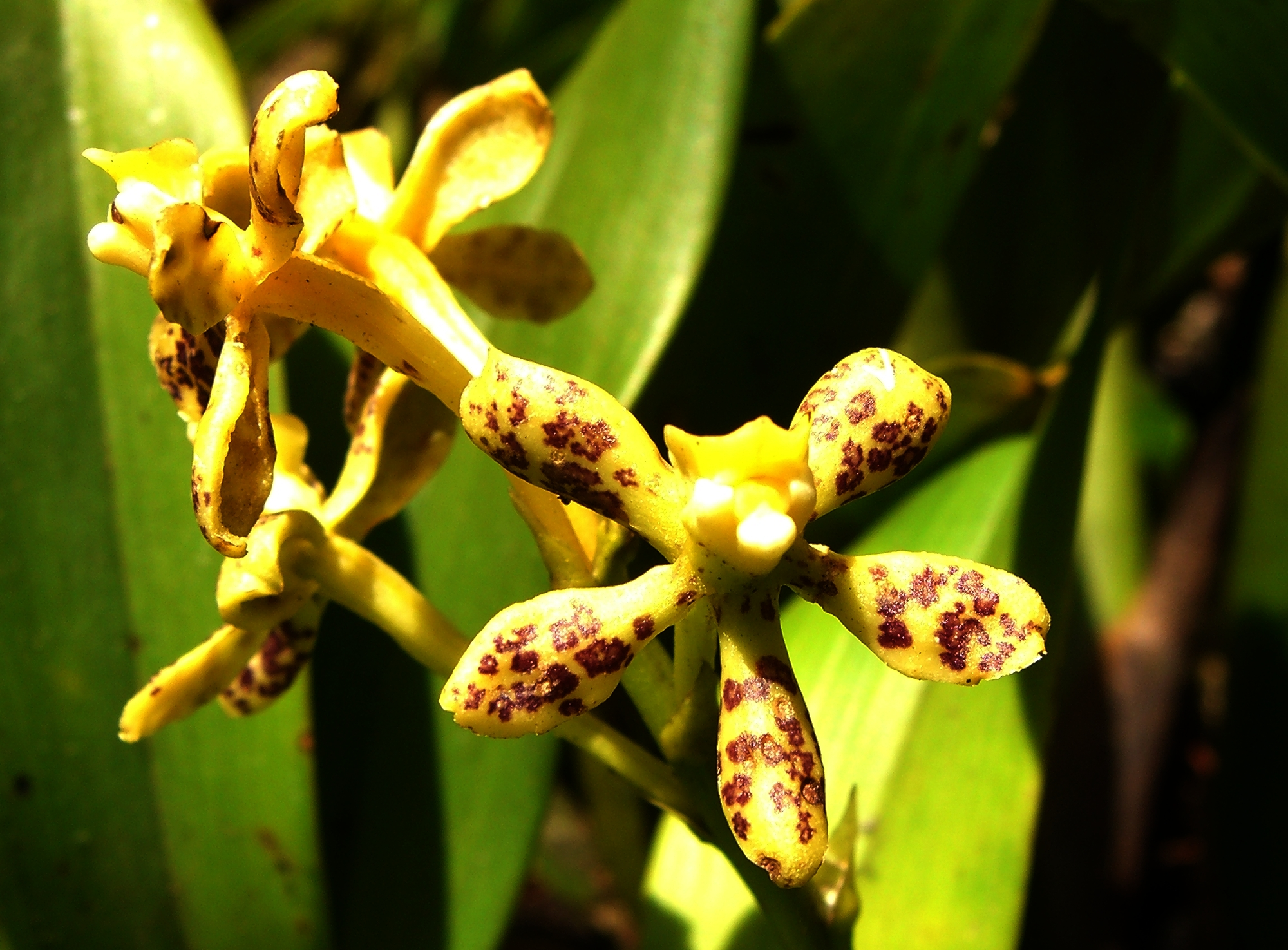
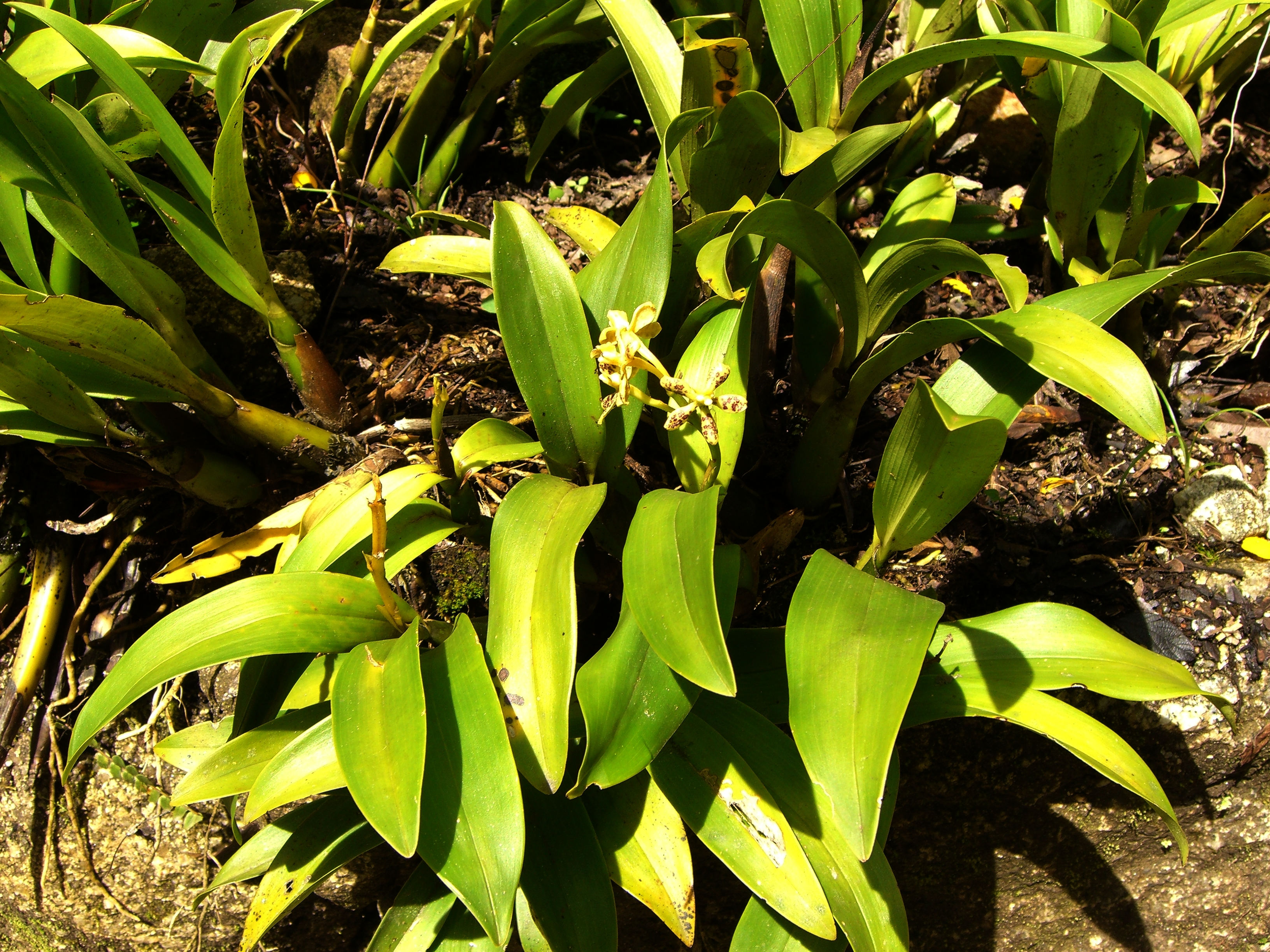
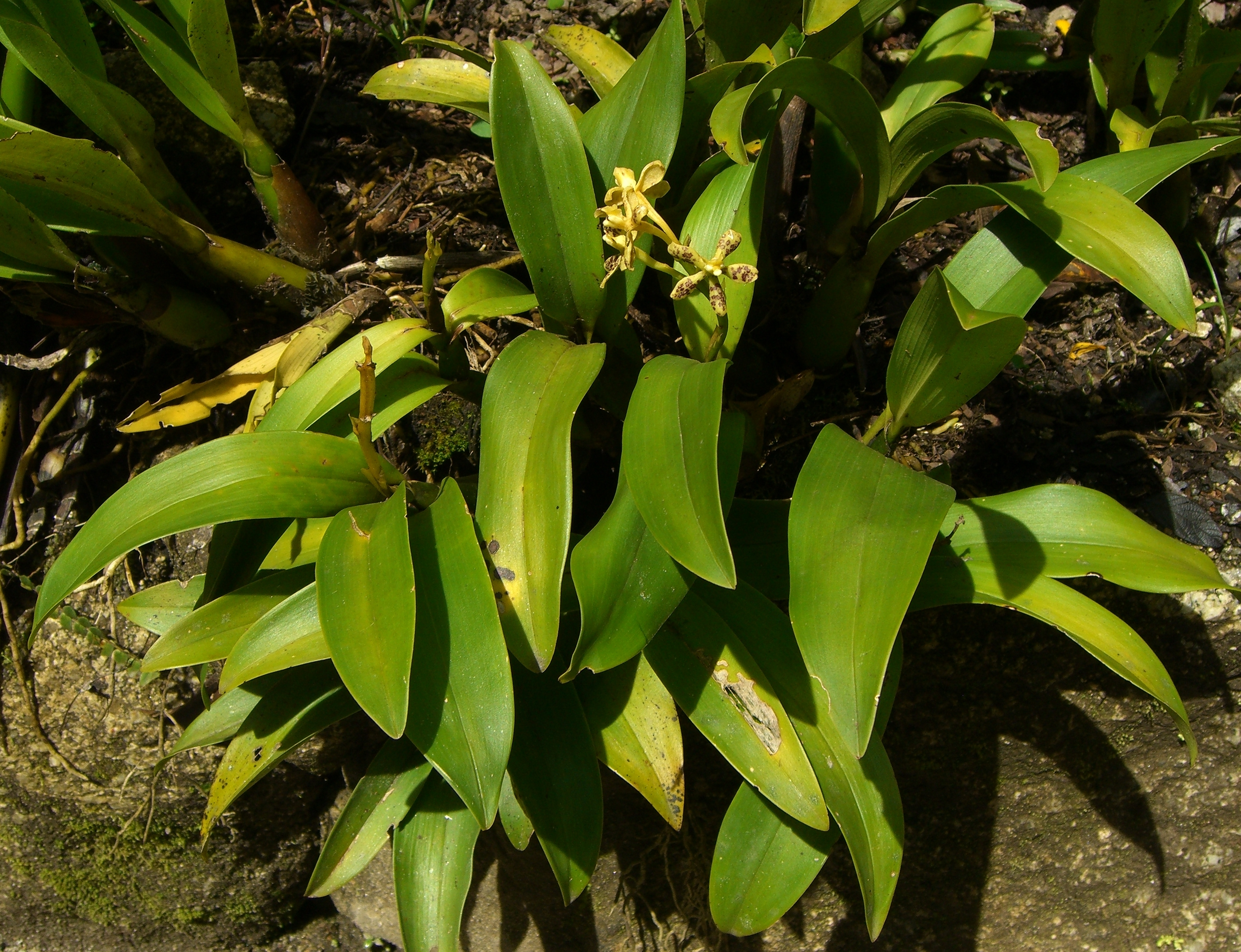